# Phalaenopsis stuartiana
Espèce
Phalaenopsis stuartiana est une espèce de plantes à fleurs de la famille des Orchidaceae (les orchidées) et du genre Phalaenopsis originaire des Philippines.